# Klein-Friesland
Klein-Friesland was de naam voor een deel van de provincie Groningen die jonkers in de 16e eeuw (rond 1570) gebruikten om zich af te zetten tegen de naam de Ommelanden waarmee de stad Groningen het gebied aanduidde en waarin zij een verwijzing naar de Stad zagen. In 1474 wordt de naam echter al gebruikt door Frederik III, wanneer deze zich op verzoek van Stad en Ommelanden als heer over dit gebied stelt.
De term staat in contrast tot Groot-Friesland, waarmee in dit geval echter niet Friesland in brede zin, maar het gewest Friesland werd aangeduid. De term werd ook gebruikt voor Noord-Friesland en soms voor West-Friesland.
De invloed van de Stad in de Ommelanden had zich in de middeleeuwen steeds verder uitgebreid. Dat had er onder meer toe geleid dat de oorspronkelijke Friese spreektaal vervangen werd door het Gronings. Ondanks die taalwijziging werden de Ommelanden echter nog steeds als Friese gebieden gezien. De stad Groningen was van oorsprong Drents, maar had zich steeds gericht op de Friese Ommelanden. Afhankelijk van de situatie presenteerde de Stad zich daarbij soms als Friese stad, soms als Drentse stad en soms zelfs als onafhankelijke Rijksstad.
Het verzet tegen de overheersende positie van de Stad was een voorname reden voor het gebruik van de naam 'Klein Friesland'. Daarmee werd gepoogd de Drentse Stad buiten te sluiten. De Ommelanden dachten hun kans te grijpen door los van de Stad direct mee te gaan in de Opstand. Na de Reductie van Groningen moesten zij zich echter neerleggen bij de door de Staten-Generaal opgelegde samenvoeging van Stad en Ommelanden in de nieuwe provincie Stad en Lande.
Tegenwoordig is weinig meer dat herinnert aan het oorspronkelijke Friese karakter van de Ommelanden. Slechts het wapen van Groningen, een aantal Friese woorden in het Gronings en een aantal volksgebruiken die begin 20e eeuw bijna geheel zijn uitgestorven, herinneren hier nog aan. Tegenwoordig voelt bijna geen enkele Groninger zich nog verbonden met Friesland.

## Noord-Friesland
Omstreeks 1200 schreef de Deense historicus Saxo Grammaticus over de regio Frisia minor (Klein-Friesland) in Jutland, waarmee hij Noord-Friesland bedoelde. De term bleef tot de moderne tijd in gebruik, ander andere bij de 17e-eeuwse geschiedschrijver Peter Sax.